# 凶鳥の如き忌むもの
『凶鳥の如き忌むもの』（まがとりのごときいむもの）は、三津田信三による日本の推理小説・ホラー小説。刀城言耶シリーズの第2長編。
ノベルズ版は、2006年9月6日に講談社〈講談社ノベルス〉より刊行された。単行本は、2009年4月28日に原書房〈ミステリー・リーグ〉より刊行された。文庫版は、2012年10月16日に講談社文庫より刊行された。装丁は、単行本がスタジオ・ギブ（川島進）、文庫版が坂野公一＋吉田友美（welle design）による。装画は単行本・文庫版ともに村田修が手がけている。
原書房の「本格ミステリ・ベスト10」2007年版（国内部門）で第23位となる。
ミステリ評論家の佳多山大地は「横溝正史作品を下敷きに構想しつつも、極めて現代本格ミステリらしいアクチュアルなテーマを内包している」「正しい解決の筋道を追求する議論が積み重ねられ、知的興奮をもたらす」と評価している。

## あらすじ
昭和30年代前半のある年の8月中旬、刀城言耶は、鳥坏島の鵺敷神社に伝わる秘儀〈鳥人の儀〉に参加するため、兜離の浦を訪れる。言耶はまず、郷土史家から兜離の浦の歴史について話を伺う。その中で、18年前の8月13日に鳥人の儀が行われた際、鳥坏島の逃げ場のない断崖絶壁の上の拝殿から、当時の巫女である朱名が忽然と姿を消し、さらにそのとき島にいた7人のうち、朱名の長女で当時6歳の朱音を除いた6人が行方不明になり、その6人というのが、大阪の城南民俗研究所の助教授と助手、男子学生の4人であったことがわかる。そして言耶は徳朗に、今回の鳥人の儀が無事に終わるように見守ってもらえないかと頼まれる。
今回、鳥人の儀の立会人を務める言耶、辰之助、行道、欽蔵、正声、瑞子、赤黒は鳥坏島に着くと、拝殿を見学した後、夕食を摂る。その席で言耶は朱音から鳥人の儀のことなどについて話を伺う。やがて午後7時頃、鳥人の儀が始まる。しかし、始まってからわずか20分ほどで逃げ場のない拝殿内から朱音が姿を消していることがわかる。拝殿内を捜索するも、朱音の姿は見つからない。そして言耶は、赤黒の姿も見えないことに気づく。言耶は、朱音消失の謎について考えるために、人間消失の分類を試みる。しかし、辰之助の姿も消え、さらに欽蔵の姿が消える。そんな中で言耶は、自らの考えを話し始める。

## 登場人物

### 鵺敷神社の人々
鵺敷 朱慧（ぬえじき あかえ）
三代前の巫女。朱音の曾祖母。故人。24歳のときに鳥人の儀を執り行う。チベット密教の教えからも影響を受けて鳥人の儀を再創造したとされる。
鵺敷 朱世（ぬえじき あかよ）
先々代の巫女。朱慧の娘。鵺の婆様と呼ばれる。病弱。
鵺敷 朱名（ぬえじき あかな）
先代の巫女。朱世の娘。18年前、24歳のときに鳥人の儀を執り行い、行方不明になる。
鵺敷 朱音（ぬえじき あかね）
現在の巫女。朱名の娘。24歳。今回、鳥人の儀を執り行う。正声の2歳年上の姉。18年前に執り行われた鳥人の儀での唯一の生存者。
鵺敷 朱里（ぬえじき あかり）
朱音の娘。7歳。
鵺敷 正声（ぬえじき まさな）
朱音の弟。標準語を話す。色白。22歳前後。言耶より3、4歳年下。
赤黒（あかぐろ）
鵺敷神社の使用人。自らの過去を語らない男。

### 兜離の浦の人々
下宮 徳朗（しもみや とくろう）
潮鳥町の町長。郷土史家。兜離の浦の歴史と民俗に詳しい。60代半ば。『兜離の浦の民俗史』の著者。
下宮 欽蔵（しもみや よしぞう）　
徳朗の末の息子。浮坪（うきつぼ）医院の医師。朱音に惚れている。30歳前後。
海部 行道（かいふ ゆきみち）
海部旅館の三男。30歳前後。
間蠣 辰之助（まがき たつのすけ）
兜離の浦の網元の次男。30歳前後。

### その他の人々
北代 瑞子（きたしろ たまこ）
20代前半。清楚な雰囲気がある。地元の京都で鴨川女子大学に通う学生。民俗学を専攻。映画『君の名は』の大ヒットにより流行したストールを真知子巻きにしている。
唐通 酉一（からつ ゆういち）
大阪の城南民俗研究所の助教授。
鸛 篤司（こうのとり あつし）
同研究所の所員。酉一の助手。
猪野村 浩（いのむら ひろし）
潮鳥町の駐在の巡査。
浮坪 重吉（うきつぼ じゅうきち）
浮坪医院の医師。18年前の鳥人の儀で生還した朱音に付き添う。
伊吹末 利作（いぶすえ りさく）
巡礼の宗教者。
喜之助（きのすけ）
18年前の鳥人の儀の際に鳥坏島まで漁船を運転する。
阿武隈川 烏（あぶくまがわ からす）
民間の民俗学者。徳朗を言耶に紹介した。
刀城 言耶（とうじょう げんや）
作家。20代後半。

## 用語
兜離の浦（とりのうら）
楫取（かじとり）郡潮鳥（しおとり）町にある。鳥坏島などがある。
鳥坏島（とりつきじま）
兜離の浦の沖合いに浮かぶ絶海の孤島。瀬戸内海にある。他の地域では「鳥憑島」とも呼ばれる。
鵺敷神社（ぬえじきじんじゃ）
鳥坏島にある神社。拝殿は、鳥坏島の北側の断崖絶壁の上に造られており、その中に〈大鳥様の間〉といわれる祭壇がある。また拝殿には、大鳥様の磐座である〈飛翔岩〉が祀られている。鴆毒を有しているとの噂がある。
鳥人の儀（ちょうじんのぎ）
鵺敷神社に伝わる門外不出の秘儀。兜離の浦または鵺敷神社に禍いの影が差すとき、それを救うために執り行われるとされる。お盆の頃に、鵺敷神社の拝殿で執り行われる。前回の鳥人の儀は、18年前に行われ、7人が行方不明になっている。反魂の術も取り入れられている。
鳥女（とりめ）
兜離の浦に伝わる化け物。
影禿鷲（かげはげわし）
鵺敷神社の祀神である鳥之石楠船神（とりのいわくすぶねのかみ）の化身。大鳥様と呼ばれる。全長は100センチメートル前後。翌開長は250 - 300センチメートル程度。日本産のワシタカ類の中で最大の鳥。
九つ岩石塔殺人事件（ここのつがんせきとうさつじんじけん）
九十九ヶ原（つくもがはら）の九つ岩石塔で言耶が巻き込まれた事件。